# تروینگیان

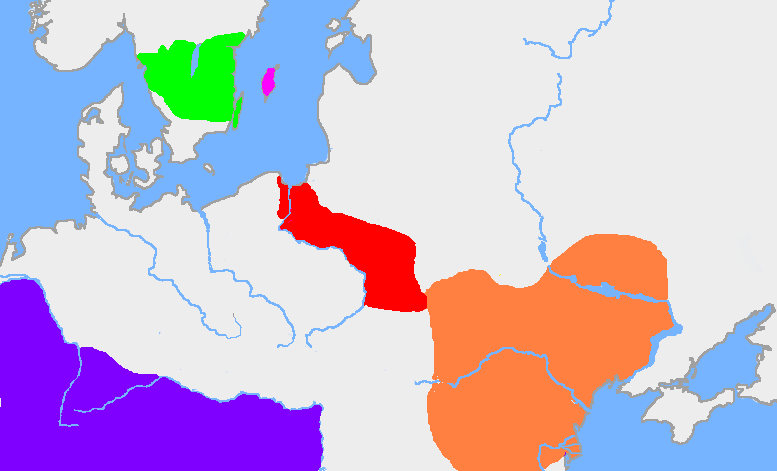
یوتالاند
گوتلاند
فرهنگ ویلبارک در سده نخست سوم
فرهنگ چرنیاکوف در سده نخست چهارم
امپراتوری روم

ثروینگی، یا تروینگی یا تِرویینگی (گاهی به‌طور تروینگ‌ها هم جمع بسته می‌شود) مردمی گوتی‌تبار بودند که در دشت‌های پائین دست دانوب و غرب رود دنیستر در سده‌های سوم و چهارم می‌زیستند. (در سده پنجم از آنها به عنوان ثورینگی یاد می‌شود)
آنها همچنان با گرِتونگی‌ها، شاخه‌ای دیگر از مردمان گوت در شرق رود دنیستر، و امپراتوری روم در ارتباط بودند. آنها تنها بخشی از پاره ای از مهاجرت‌های انبوه گوت‌ها و مردمانی دیگر به آنسوی دانوب در سال ۳۷۶، و همچنین یکی از مهم‌ترین گروه‌های اجدادی ویزیگوت‌ها به‌شمار می‌آمدند.

## ریشه‌شناسی
بنا بر پیشنهاد مورتیز شونفلد در سال ۱۹۱۱ که هنوز هم به‌طور گسترده مورد استناد قرار می‌گیرد، نام تروینگی احتمالاً با واژه گوتی "تریو" که برابر انگلیسی آن "tree" به معنای درخت در انگلیسی مرتبط می‌باشد، بدینسان که آنها "مردمی جنگلی" بودند. هرویگ ولفرام با موضوع پیشین فرانتس آلتهایم مبنی بر اینکه چنین نام‌های جغرافیایی برای تمییز گوت‌های شمال دریای سیاه پیش و پس از اسکان در همان‌جا به کار می‌رفت، و اینکه تروینگ‌ها گاهی نام‌هایی مربوط به جنگل بر روی خود می‌گذاشتند، از جمله ویدیگویا، ودوکو و ویدیمیر، که وی باور دارد بخش نخست این نام‌ها هم ریشه با "wood" انگلیسی به معنی چوب می‌باشد. در برابر آنها، نام‌های سایر مردم گوتی از جمله گرتونگی‌ها که با تروینگ‌ها هم دوره می‌باشند، شاید به معنی مردم استپ باشد، با یک ریشهٔ مرتبط با واژه ای برای شن یا ماسه. این دو نام تنها در منابع سده سوم تا اواخر سده چهارم و پنجم یافت می‌شوند. (پس از این دوره، مردم گوت با نام‌های دیگری یاد می‌شوند که قابل توجه‌ترین آنها ویزیگوت‌ها و آستروگوت‌ها می‌باشند)
برخی اندیشمندان پیشنهاد کردند که نام «تروینیگی» شاید اصلیتی پیش از پونتیکی یا اسکاندیناویایی داشته باشد.

## تاریخچه

### سدهٔ سوم
محتملا تروینگ‌ها در میان گوتی‌هایی بوده باشند که در سال ۲۶۸ به امپراتوری روم حمله کردند. این تاخت و تاز سرتاسر استانهای رومی از جمله پانونیا و ایلیرکوم را فرا گرفت و حتی تهدیدی برای ایتالیا نیز به‌شمار می‌آمد. هرچند گوت‌ها در تابستان در جنگی در کنار مرز کنونی ایتالیا و اسلوانی شکست خورده و سپس در سپتامبر همان سال در نبرد نایسوس شکست خوردند. سه سال پس از آن، گوت‌ها توسط امپراتورانی چون کلودیوس گوتیکوس و اورلیان در چندین لشکرکشی به آنسوی رود دانوب رانده شدند.
در تاریخ آگوستی، مقاله ای که به امپراتور کلودیوس گوتیکوس اختصاص داده شده (حکومت از ۲۶۸ تا ۲۷۰) لیستی از مردمان ایرانی‌تبار سکا ارائه کرده که توسط کلودیوس فتح شده بودند فرنام «گوتیکوس» را از همین زمان به او می‌دهند:
"peuci trutungi austorgoti uirtingi sigy pedes celtae etiam eruli" البته این نامها به‌طور سنتی توسط مردم نوین ویرایش شده تا مردمان بیشتر شناخته شده شامل شوند: پِئوچی، گروتونگی، آستروگوتی، تروینگی، ویسی، گیپِدِس، سلتائه و ارولی. بنابراین گاهی استدلال می‌شود که این نخستین ثبت تاریخی تروینگ‌ها می‌باشد. هرچند تاریخدانان امروزی باور دادند این سند در نزدیکی سال ۴۰۰ یا شاید صد سال پس از آن نوشته شده باشد، هرچند نیاز به بازسازی‌هایی دارد.
تروینگ‌ها علی‌رغم سایر مردمان گوتی‌تبار دیگر، نخستین بار در مدحی برای امپراتور ماکسیمیان (ح. ۲۸۵–۳۰۵) در سال ۲۹۱ یا اندکی پس از آن ذکر یاد شده‌اند (احتمالا در ۲۰ آپریل سال ۲۹۲ در تری‌یر یاد شده‌اند). این مدح به‌طور سنتی به کلادیوس مامرتینوس نسبت داده شده‌است.
این مدیحه را می‌توان به شیوه‌هایی مختلف تفسیر کرد. پس از ذکر اینکه مردمان موریش با یکدیگر می‌جنگیدند، به اروپا برمیگردد، جاییکه دو اختلاف در حال رخ دادن طوری تعریف شده‌اند که موضوع اینکه تروینگی‌ها در کدام یک از اختلافات شرکت داشتند را روشن نمی‌سازد: «گوتیک‌ها بورگوندی‌ها را به طور کامل از میان بردند، و دگربار آلمانی‌ها برای فتح شدگان سلاح پوشاندند، همچنین تروینگ‌ها، گروهی دیگر از گوت‌ها، که با کمک گروهی از تایفال‌ها وارد نبردی با وندال‌ها و ژپیدها می‌شوند». این متن به گونه‌ای نوشته شده که به خواننده آن این حس را می‌دهد که تروینگ‌ها گروهی از گوت‌ها بودند که به دومین از این دو نبرد پیوسته، و با وندال‌ها و ژپیدها مبارزه می‌کنند.
یک گزارش به احتمال بسیار قطعی که از سدهٔ سوم به وجود دارد، اثر خلاصهٔ اوتروپیوس، تاریخ‌نویس  و مقام رومی است که به سال ۳۶۹ برمیگردد. او چنین نوشته‌است که استان داکیه (هم‌اکنون) دارای تایفال‌ها، ویکوتال‌ها و تروینگ‌ها می‌باشد. هرچند، نسخه‌های به جا مانده از این اثر گونه‌های گوناگونی دارند: تربینگی، تروولگی، ترویگینتی، و ترویتای (Τερβίται). این منبع تروینگی‌ها را نزد کارپی‌ها، در شمال دانوب قرار می‌دهد، که باعث می‌شود تا موقعیت تایفال‌ها و ژپیدها و وندال‌ها که در مدیجه نیز از آن یاد شده بود در تناقض نباشد.

### سده چهار
بنابر ژوردانس، که از تروینگ‌ها یاد نمی‌کند، فرمانروای گوت‌ها، آریاریک در سال ۳۳۲، زمانیکه پسر کنستانتین بزرگ، یعنی کنستانتین دوم به‌طور قاطع گوتی‌ها را شکست داد، ناچار به امضای پیمان نامهٔ صلح با روم می‌شود. پس از آن زمان، تعداد قابل توجهی مدالهای طلای ارزشمند رومی در قلمروهای گوتی‌ها از هلند تا اوکراین پخش  می‌شود، که سپس توسط باستان شناسان کشف می‌شود. این مدالها برتری و نفوذ رومی‌ها در میان گوتی‌ها را نشان می‌دهد.
در سال ۳۷۶، امپراتور روم، یعنی والنس با هدف قصاص بخاطر پشتیبانی از پروکوپیوس غاصب، که در سال ۳۶۶ مرده بود، به تروینگ‌های شمال رود دانوب حمله می‌کند. هرچند او موفق نمی‌شود تا به آنها ضربه ای مستقیم وارد کند، چرا که توده ای از گوتی‌ها به کوهستان سِروروم (که احتمالاً جنوب کوه‌های کارپات را شامل می‌شود). در همان سال طغیان رود دانوب مانع گذر رومی‌ها به آنسوی رود می‌شود.
در سال ۳۶۹، والنس در نهایت موفق می‌شود تا به ژرفای قلمروی گوتی‌ها نفوذ کرده، و در چندین زد و خورد با گرتونگی‌ها پیروز شود و بدینسان برای نخستین بار در تاریخ کلاسیک جهان از آنها یاد می‌شود. آتاناریک، کسی که در این متن توسط آمیانوس مارسلینوس به عنوان قدرتمندترین دادرس آنها یاد می‌شود (دلالت ضمنی بر اینکه او یکی از رهبران گرتونگی‌ها بود) مجبور می‌شود تا گریخته، سپس در میان رود دانوب وارد یک پیمان نامهٔ صلح شود، و تعهد کند که دگربار پایش را به خاک امپراتوری روم نگذارد. هرچند در بخش‌های دیگر و پیش رو این متن، آمیانوس از آتاناریک را به عنوان قاضی (iudex) تروینگ‌ها یاد می‌کند، که توسط گرتونگی‌هایی که به هون‌ها پیوسته بودند به او حمله شده بود.

### جنگ گوتیک (۳۸۲–۳۷۶)
تروینگ‌ها تا سال ۳۷۶، تا زمانی که فریتیگرن، یکی از رهبران آنها، از امپراتور روم، والنس در رابطه با اسکان دادن مردمش در بخش جنوبی رود دانوب درخواست می‌کند، در سکائستان غربی (احتمالا مولداوی و والاچیای کنونی) ماندگار شدند. این حقیقت که آنها می‌خواستند صرفاً برای در امان ماندن از حملات مکرر هون‌ها در این بخش پناه بگیرند، توسط تاریخدانان مورد مناقشه است. بیشتر اینگونه به نظر می‌رسد که آنها پیرو مذاکرات صلح در پایان نبرد جنگ یکم گوتیک، در این مکان سکنا گزیدند. والنس اجازه این کار را می‌دهد. هرچند، با درگرفتن یک قحطی سراسری در روم، روم تمایلی به بخشش آذوقه و نه زمین‌هایی که قولشان را به آنها داده بود نداشت؛ که شورشی آشکار در پی داشت و به غارتی ۶ ساله در سرتاسر بالکان، مرگ یکی از امپراتوران روم و نابودی کامل ارتش روم انجامید. نبرد آدریانوپل در سال ۳۷۸ نبرد تعیین‌کننده این جنگ بود. ارتش روم سلاخی شد؛ امپراتور والنس به هنگام نبرد کشته شد؛ و متأثر از این مرگ جهان رومی، رومی‌ها را در نهایت به مذاکره و اسکان آنها در سرزمین‌های رومی کشاند؛ یک روند نو با پیامدهایی گسترده تا فروپاشی کامل امپراتوری روم.

## باستان‌شناسی
از نظر زمانی و موقعیت جغرافیایی، تروینگ‌ها و همسایگان آنها گرتونگی‌ها با فرهنگ باستانی سینتانا ده مورش-چِرنیاخوف مطابقت دارند.

### الگوی زیستی
آبادی‌های چرنیاخوف در زمین باز در دره رودخانه شاخه بندی می‌شود. خانه سازی‌ها آنها شامل مسکن‌هایی با کفپوشی ته کشیده، مسطح و غرفه خانه‌ها می‌شود. بزرگترین آبادی شناخته شده از آنها (بودِستی) ۳۵ هکتار می‌باشد. بسیاری از آبادی‌ها باز و بدون استحکامات هستند؛ چند دژ نیز به چشم می‌خورد.

### شیوه‌های تدفین
گورهای سینتانا ده مورش بیشتر از آبادی‌های آن شناخته می‌شوند.
گورهای سینتانا ده مورش همان ویژگی‌های اساسی که در گورهای چرنیاخوف می‌بینیم را به ما نشان می‌دهد. اینها شامل هر دو شیوهٔ خاکستر کردن بدن یا به خاکسپاری هستند؛ با این تفاوت که در میان دومی، سر به سمت شمال است. برخی از گورها خالی گذاشته شده‌اند. در میان اشیایی که از گورها پیدا شده‌اند، کوزه، شانه‌های استخوانی و افزارهای آهنی دیده می‌شود، ولی تقریباً هیچ جنگ‌افزاری به چشم نمی‌خورد.

## دین
دین اصلی تروینگ‌ها وودینیسم است، هرچند ممکن است شهید شناسی ساباس و برگردان کتاب مقدس اولفیلاس سرنخ‌هایی ارائه کند. برخی از ماه‌ها و روز مقدس بودند، و برگزاری آیین و تشریفات پارسایی اجباری بود. زندانی‌های رومی مسیحیت را به تروینگی‌ها آورد. به گواهی وِرِکا و باتوین و بسیاری از آنانی که به استان موئسیای امپراتوری روم گریخته بودند، آیین مسیحیت به قدری تند در میان تروینگ‌ها پخش شد که برخی از پادشاهان تروینگی یا حامیانشان تروینگ‌های مسیحی را آزار می‌دادند. اولفیلاس به هنگام تبعید، انجیل را به زبان گوتی برگرداند.
تروینگ‌های سکنا یافته در داکیه، یکی از مذاهب مسیحیت که در شرق امپراتوری به رسمیت شناخته شده بود را می‌پذیرند؛ یعنی همان آریانیسم که باور داشت عیسی، جلوه ای از خداوند نیست، بلکه نیمه خدا است. این باور بر ضد اصول کاتولیکیسمی بود که در سده‌های چهارم و پنجم به انحصار دینی رسیده بود.

## زبان
به عنوان شاخه ای از زبانهای گوتیک، تروینیگی‌ها به گویش تروینیگی گوتی، که یک زبان ژرمنی شرقی منقرض شده‌است سخن می‌گفتند.

## روابط با ویزیگوت‌ها

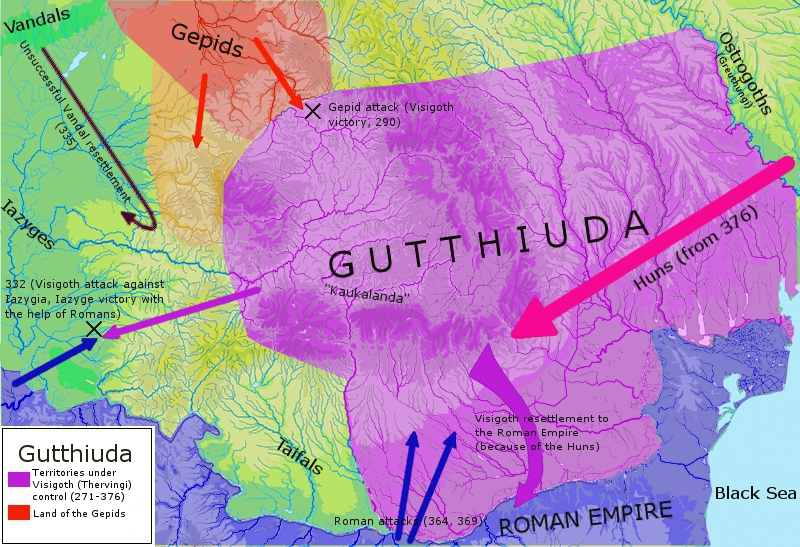
گوتیودا، کشور ویزیگوت‌ها

بنابر نویسنده سده میانی (قرون وسطایی) ژوردانس، فردی که پادشاهان ویزیگوتِ آلاریک یکم تا آلاریک دوم را جانشیشان قاضی تروینیگ، آتاناریک می‌دانست، ویزگوت‌ها به‌طور سنتی جانشینان تروینگی‌ها به‌شمار می‌آمدند.

## رهبران

### پادشاهان غیرمسیحی
- آتاناریک (۳۸۱–۳۶۹)
- روتستئوس (سر دسته)
- اریولف (سر دسته، مرده شده در سال ۳۹۱)

### رهبران شورشی
- فریتیگرن (۳۸۰–۳۷۶)